# Air Force Area
Air Force Area è una suddivisione dell'India, classificata come census town, di 9.593 abitanti, situata nel distretto di Gorakhpur, nello stato federato dell'Uttar Pradesh. In base al numero di abitanti la città rientra nella classe V (da 5.000 a 9.999 persone).

## Geografia fisica
La città è situata a 26° 45' 07 N e 83° 27' 05 E.

## Società

### Evoluzione demografica
Al censimento del 2001 la popolazione di Air Force Area assommava a 9.593 persone, delle quali 5.288 maschi e 4.305 femmine. I bambini di età inferiore o uguale ai sei anni assommavano a 1.287, dei quali 669 maschi e 618 femmine. Infine, coloro che erano in grado di saper almeno leggere e scrivere erano 7.314, dei quali 4.418 maschi e 2.896 femmine.